# Марія Павликовська-Ясноржевська
Марія Яніна Коссак, у шлюбах Бровська, Павліковська та Ясножевська (пол. Maria Pawlikowska-Jasnorzewska; *24 листопада 1891, Краків — 9 липня 1945, Манчестер) — польська поетеса і драматургиня міжвоєнного періоду. Лауреатка Золотих Академічних лаврів Польської Академії Літератури. Була вільною відвідувачкою групи Скамандер.

## Біографія
Дочка художника Войцеха Коссака, сина Юліуша, народилася 24 листопада 1891 року в Кракові. Походила з родини родині Коссаків гербу Кос. Її старший брат, Єжи Коссак, був художником, а молодша сестра, відома під псевдонімом Магдалена Самозванець, писала сатиричні твори.
Обоє батьків походили з дворянства, а їхній будинок, Коссаковка, був місцем частих зустрічей художнього середовища. Гостями в домі Коссаків часто були Генрик Сенкевич, Ігнацій Ян Падеревський, Вінсент Лютославський. Марія навчалася вдома, де вивчила кілька іноземних мов та здобула освіту в галузі гуманітарних дисциплін. Короткий час була вільною слухачкою краківської Академії художніх мистецтв.
В 1915 році одружилася з Владиславом Вровським, офіцером австрійської армії. Шлюб розпався, після офіційного розлучення в 1919 році одружилася з Яном Ґвальбертом Павліковським-молодшим, сином Яна Ґвальберта Павліковського. Жила в Закопаному, у будинку Павліковського, закоханого в Татри. Цей шлюб теж не тривав довго, хоча був офіційно розірваний лише в 1929 році.
Поетеса багато подорожує, сліди цих подорожей можна помітити в її творчості. Серед інших країн, побувала в Італії, Туреччині, Північній Африці й в Франції, де в 1927 році пережила бурхливий роман з пілотом та поетом Сарменто де Бейресом. В 1931 році одружилася з офіцером авіації Стефаном Ясножевським.
У вересні 1939 року, після публікації твору «Баба-Диво», гострої атаки на гітлерівський тоталітаризм, виїхала до Франції (дорогою через Заліщики), а пізніше до Англії. Разом з чоловіком оселилася в Блекпулі, поблизу летовища RAF. 
Захворіла на рак, дуже швидко почали з'являтися метастази, найбільше їх було у хребті. Перенесла дві операції. Марія Павликовська-Ясножевська померла у госпіталі в Манчестері 9 липня 1945 року.
Марія Павліковська-Ясножевська приятелювала з багатьма людьми творчих професій, особливо з середовища Скамандра, зі Станіславом Віткевичем, а також з формістами (Леоном Хвістким та Анджеєм Пронашкою). У своїх спогадах багато сучасників із творчого середовища описують Марію Павликовську-Ясножевську як поважну особу, чарівну людину, а її друзі та найближчі родичі називали її Лількою.

## Творчість
В 1924 році Марія Павликовська-Ясножевська дебютувала як письменниця твором «Водій Арчібальд», комедією в трьох актах. До 1939 вона написала 15 п'єс. Більшість з них — типові комедії. Думка, з якої вона розглядала деякі питання, а саме аборти та стосунки поза шлюбом, робили деякі з її творів скандальними. Але критика високо цінувала її творчість, порівнюючи її з Мольєром, Маріво, Уайлдем, Шоу та Віткевичем.

## Вплив творчості
Вірші Марії Павликовської-Ясножевської часто виконували як пісні: Ева Димарчик на музику Зигмунта Конечного, Чеслав Нєман (на власну музику) та Кристина Янда на музику Єжи Сатановського. Один з віршів Ясножевської використано у «Порнографії» Вітольда Ґомбровича, режисера Яна Якуба Кольського.
Сестра поетеси, Магдалена Самозванець, двічі видавала спогади про Марію у книгах: «Марія і Магдалена» (1956) і «Блакитна кокетка» (1973).
На її честь названо астероїд. 

### Лірика
- Блакитний мигдаль, Краків, 1922
- Рожева магія. Поезія, Краків, 1924 — з ілюстраціями авторки
- Поцілунки, Варшава, 1926
- dancing. karnet balowy, Варшава, 1927
- Діапазон. Збірка старих та нових поезій, Варшава, 1927
- Лісова тиша, Варшава, 1928
- Париж, Варшава, 1929
- Профіль дами в білому, Варшава, 1930
- Свіжий шовк, Варшава, 1932
- Сплячий екіпаж, Варшава, 1933
- Balet powojów, Варшава, 1935
- Кристалізація, Варшава, 1937
- Поетичний записник, Варшава, 1939
- Троянда і палаючі ліси, Лондон, 1940
- Жертовний голуб. Збірка віршів, Глазго, 1941
- Останні твори, зібрав та опрацював Тимон Терлецький, Лондон, 1956 — посмертне видання останніх творів поетеси
- Весняні етюди, Варшава 1976 — неопубліковані ранні твори
- Поцілунки, Варшава — Ряшів, 2008
- Моя сестра поетеса, Варшава 2010 — вибрана поезія, також неопубліковані твори, упорядковані Магдаленою Самозванєц та записані на CD. Запис містить 8 віршів Марії Павликовської-Ясножевської зачитаних її сестрою Магдаленою.
- Сатана породив війну. Записи 1939–1945, Варшава 2012 — воєнний щоденник поетеси опрацьований Рафалом Подразом.

### Драматургія
- Водій Арчібальд. Комедія в 3 актах, поставлена: Варшава, Малий Театр 1924, друк: «Świat» 1924 (nr. 45-52)
- Коханець Сібілли Томпсон. Фантазія про майбутнє в 3 актах, поставлена: Краків, Театр імені Й. Словацького, 1926
- Єгипетська пшениця. П'єса в 3 актах, поставлена: Краків, Театр імені Й. Словацького, 1932
- Мали повернутися. Комедія в 3 актах, поставлена: Варшава, Новий Театр, 1935
- Мурахи (myrmeis). П'єса в 3 актах, поставлена: Краків, Театр імені Й. Словацького, 1936
- Резерв. Фарс в 3 актах, поставлена: телепостановка 1968, друк: «Діалог», 1979/3
- Небесні женихи. П'єса в 3 актах, поставлена: Варшава, Малий Театр, 1933, вид. Краків, 1936
- Посвідчення особи. Комедія в 3 актах, поставлена: Варшава, Новий Театр, 1936
- Літературна нагорода. Комедія в 4 актах, поставлена: Варшава, Новий Театр, 1937
- Баба-Диво. Трагікомедія в 3 актах, поставлена: Краків, Театр імені Й. Словацького, 1938, друк: «Діалог», 1966/10
- Знецінення Клари. Комедія в 3 актах, поставлена: Poznań, Театр Польський, 1939
- Сіра завіса. Сценічна фантазія в 9 картинах, поставлена: Варшава, Театр Народний, 1939
- Бідна молодість, радіовистава, 1936
- Пані вбила пана, радіовистава, 1936
- Зловісний портрет, радіовистава, 1937

### Павликовська-Ясножевська в піснях
- 1970: Ewa Demarczyk … (Piwnica pod Baranami) — текст твору «Поцілунки»
- 1996: Ich Troje Intro — текст твору «Prawo»
- 1997: Grzegorz Turnau Я тут — текст твору «Kto chce bym go kochała»
- 2000: Kayah — Topielice
- 2005: Cisza jak ta — Поцілунки